# Андижанское землетрясение
Андижанское землетрясение — сильное землетрясение в декабре 1902 года, в Туркестане (Российская империя).

## Описание
3 (16) декабря 1902 утром произошло Андижанское землетрясение с магнитудой 6,4 по шкале Рихтера. Поскольку его очаг залегал неглубоко в десяти километрах от земной поверхности, в эпицентре сила колебаний достигала IX баллов по шкале MSK-64. Землетрясение сопровождалось большим числом афтершоков. Самый мощный из них произошёл 25 мая 1904 года. Землетрясению предшествовал форшок. Он был зарегистрирован сейсмической обсерваторией в Ташкенте 2 декабря в 20 часов вечера. На него не обратили внимания, и ночь прошла спокойно. Утро 3 декабря наступило холодное и сырое, всю ферганскую долину окутал густой туман. В Андижане начинался обычный трудовой день — открывались магазины, шли в учебные заведения дети, спешили на службу чиновники. В 8 часов 45 мин раздался сильный подземный гул, и почва под ногами вскинулась вверх, откидывая шедших по тротуарам людей на 2-3 шага на мостовую. Землетрясением было разрушено 11 тысяч зданий «местного типа» и 161 здание «европейского типа». Уцелело три здания европейской архитектуры — городская православная церковь, тюрьма и здание городского банка. Дождливая, холодная и ветряная погода на момент землетрясения усилили страдания уцелевших и оставшихся без крова людей. Число погибших составило 4602 человека, т.е около 9 % от числа всех жителей города и окрестностей на 1902 год. Возможно, что погибших было больше, но местные жители утаивали трупы погибших от властей из-за опасения, что их будут анатомировать. Материальные убытки, без учёта ущерба для государственных учреждений, оценены в 12 миллионов рублей золотом. Среднеазиатская железная дорога потеряла 106 тысяч рублей. Были разрушены девять из десяти хлопковых заводов, поставлявших продукцию на московские хлопчатобумажные и прядильно-ткацкие фабрики.